# LILRA4
LILRA4 (англ. Leukocyte immunoglobulin like receptor A4) – білок, який кодується однойменним геном, розташованим у людей на короткому плечі 19-ї хромосоми. Довжина поліпептидного ланцюга білка становить 499 амінокислот, а молекулярна маса — 55 165.
| 10         |  | 20         |  | 30         |  | 40         |  | 50         |
| ---------- |  | ---------- |  | ---------- |  | ---------- |  | ---------- |
| MTLILTSLLF |  | FGLSLGPRTR |  | VQAENLPKPI |  | LWAEPGPVIT |  | WHNPVTIWCQ |
| GTLEAQGYRL |  | DKEGNSMSRH |  | ILKTLESENK |  | VKLSIPSMMW |  | EHAGRYHCYY |
| QSPAGWSEPS |  | DPLELVVTAY |  | SRPTLSALPS |  | PVVTSGVNVT |  | LRCASRLGLG |
| RFTLIEEGDH |  | RLSWTLNSHQ |  | HNHGKFQALF |  | PMGPLTFSNR |  | GTFRCYGYEN |
| NTPYVWSEPS |  | DPLQLLVSGV |  | SRKPSLLTLQ |  | GPVVTPGENL |  | TLQCGSDVGY |
| IRYTLYKEGA |  | DGLPQRPGRQ |  | PQAGLSQANF |  | TLSPVSRSYG |  | GQYRCYGAHN |
| VSSEWSAPSD |  | PLDILIAGQI |  | SDRPSLSVQP |  | GPTVTSGEKV |  | TLLCQSWDPM |
| FTFLLTKEGA |  | AHPPLRLRSM |  | YGAHKYQAEF |  | PMSPVTSAHA |  | GTYRCYGSRS |
| SNPYLLSHPS |  | EPLELVVSGA |  | TETLNPAQKK |  | SDSKTAPHLQ |  | DYTVENLIRM |
| GVAGLVLLFL |  | GILLFEAQHS |  | QRSPPRCSQE |  | ANSRKDNAPF |  | RVVEPWEQI  |

A: Аланін

C: Цистеїн

D: Аспарагінова кислота

E: Глутамінова кислота

F: Фенілаланін

G: Гліцин

H: Гістидин

I: Ізолейцин

K: Лізин

L: Лейцин

M: Метіонін

N: Аспарагін

P: Пролін

Q: Глутамін

R: Аргінін

S: Серин

T: Треонін

V: Валін

W: Триптофан

Кодований геном білок за функцією належить до рецепторів. 
Задіяний у таких біологічних процесах, як адаптивний імунітет, імунітет, альтернативний сплайсинг. 
Локалізований у мембрані.